# Ecuador i olympiska sommarspelen 1968
Ecuador deltog med 15 deltagare vid de olympiska sommarspelen 1968 i Mexico City. Ingen av landets deltagare erövrade någon medalj.